# Jan Wilhelm Prendel

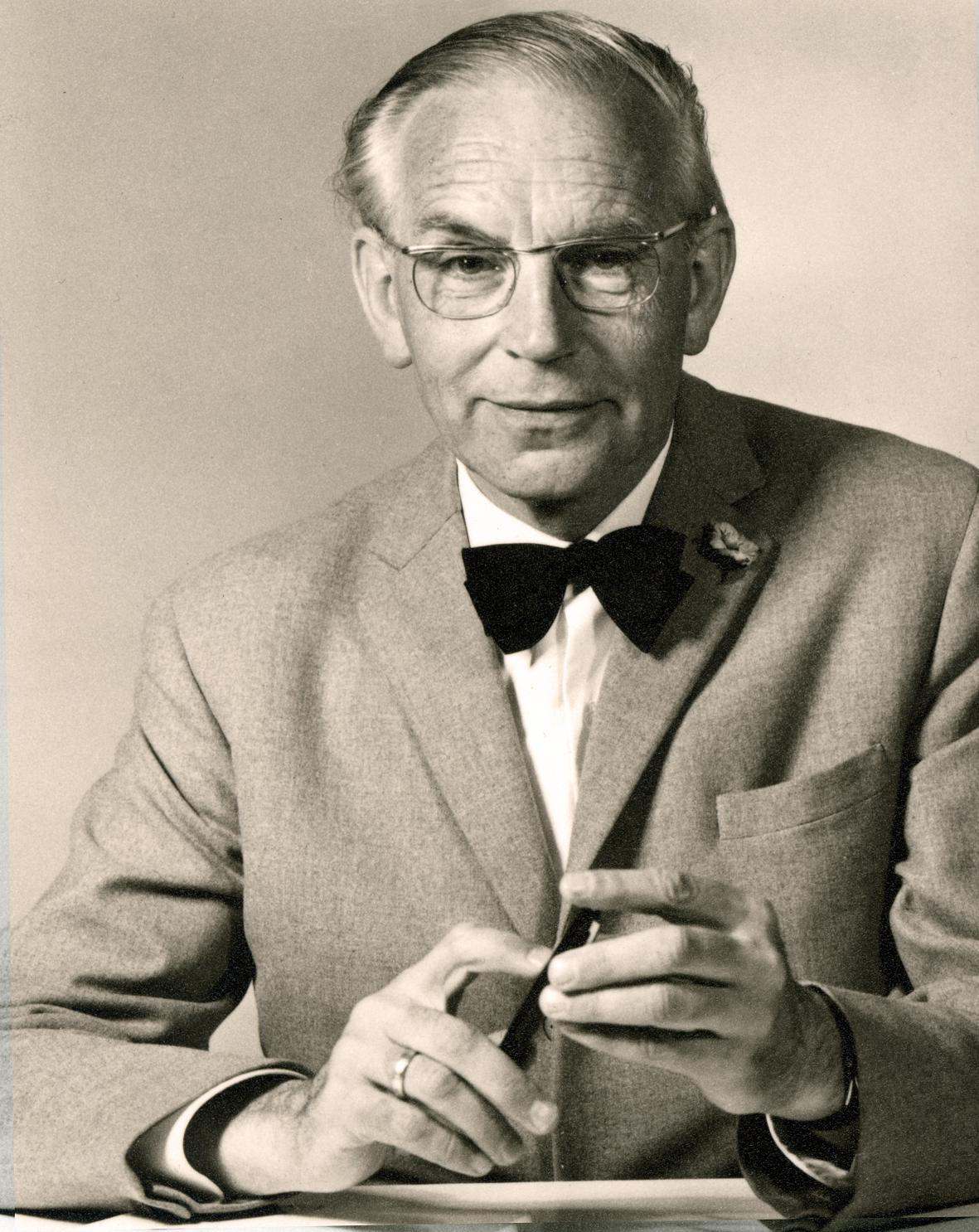
Jan Wilhelm Prendel (um 1980)

Jan Wilhelm Prendel (* 3. Oktober 1905 in Holtensen, Kreis Göttingen; † 1. Dezember 1992 in Hannover) war ein deutscher Architekt und Baubeamter. Prendel war in der Hochbauverwaltung des Landes Niedersachsen tätig, hat aber auch als freier Architekt einige prägende Bauten hinterlassen.

## Leben
Jan Wilhelm Prendel wurde 1905 in Holtensen bei Göttingen als Sohn eines Eisenbahners geboren. Nach dem Abitur in Hannover und einer Praktikantenzeit als Maurer folgte das Studium der Architektur an der Technischen Hochschule Hannover, das er 1929 „mit Auszeichnung“ als Diplom-Ingenieur abschloss. Gleichfalls mit Auszeichnung bestand er 1934 die Große Staatsprüfung und wurde durch Ernennung zum Regierungsbaumeister (Assessor) in den Dienst der preußischen Staatshochbauverwaltung übernommen. Oldenburg, Berlin und Zichenau (heute poln. Ciechanów) waren weitere Stationen seiner beruflichen Tätigkeit. Nach Kriegsdienst und Kriegsgefangenschaft begann er 1946 seine Tätigkeit für die Niedersächsische Hochbauverwaltung. 1951 wurde er Referent für die Bauten des Kultus- und Sozialministeriums in der Hochbauabteilung des Finanzministeriums. 1970 trat er im Rang eines Leitenden Ministerialrats in den Ruhestand. Prendel lebte bis zu seinem Tode im Jahr 1992 in Hannover.

## Berufliche Tätigkeit und Bauten
Die Universitäten und Hochschulen des Landes Niedersachsen unterstanden seiner baulichen Aufsicht, ebenso die Staatsbibliotheken, die Staatstheater, Gesundheitsämter und Landeskrankenhäuser. In dieser Zeit entstanden zahlreiche von ihm ganz oder in Teilen entworfene Gebäude, die noch heute das jeweilige Stadtbild prägen. So z. B. die (ehemalige) Pädagogische Hochschule in Oldenburg, das Staatsarchiv Wolfenbüttel, die (ehemalige) Hochschule für Gartenbau in Hannover (heute Teil der Gottfried Wilhelm Leibniz Universität Hannover, gelegen gegenüber dem Großen Garten in Herrenhausen) und nicht zuletzt von 1962 bis 1970 die Medizinische Hochschule Hannover, die in weiten Teilen seine bauliche Handschrift trägt. Gerade die Umsetzung der im Krankenhausbau für die damalige Zeit in Deutschland neuartigen Prinzipien nach US-amerikanischem Vorbild eines nach rationellen und ökonomischen Grundsätzen arbeitenden Krankenhauses in bauliche Strukturen ist Prendels Verdienst. 1971 wurde ihm deshalb von der Medizinischen Hochschule die Ehrenbürgerwürde verliehen.
Prendel war viele Jahre Vertreter des Landes Niedersachsen im Prüfungsausschuss für die Fachrichtung Hochbau beim Oberprüfungsamt für den höheren technischen Verwaltungsdienst in Frankfurt am Main.
Neben seiner Tätigkeit als Baubeamter des Landes Niedersachsen war Jan Wilhelm Prendel auch als freier Architekt tätig und für nichtstaatliche Institutionen, unter anderem für die Evangelische Landeskirche Hannover. Insbesondere ist das Gebäude des Landeskirchenamtes in Hannover sein Werk, aber auch z. B. Sitz und Kanzlei des Landesbischofs in Hannover.
Besonders hervorzuheben in diesem Zusammenhang sind seine Tätigkeiten in dem niedersächsischen Ort Loccum in der Nähe des Steinhuder Meeres. Hier hat Prendel über viele Jahrzehnte, von 1952 bis zu seinem Tode am dort gelegenen Kloster Loccum gewirkt und zahlreiche Um- und Anbauten vorgenommen, die die Nutzung als Seminarzentrum ebenso wie das klösterliche Leben bis heute ermöglichen. Dies tat er ehrenamtlich, ihm wurde von Abt und Konvent deshalb der Titel Klosterbaumeister verliehen.
Gleichzeitig hat er die auf dem Klostergelände gelegene Evangelische Akademie entworfen und gebaut. Der Bau wurde ebenfalls im Jahre 1952 begonnen und bis zum heutigen Tage erweitert. Prendel hat bis zu seinem Tode nicht nur alle Bauten der Akademie entworfen und ihren Bau begleitet, sondern seinem Entwurf entstammt auch das angegliederte Religionspädagogische Institut.
Als bedeutendste Leistung von Jan Wilhelm Prendel ist wahrscheinlich der Wiederaufbau der großen frühromanischen Basilika St. Michaelis in Hildesheim nach dem Zweiten Weltkrieg anzusehen. Prendel, damals Oberbaurat im Regierungspräsidium Hannover, bekam 1948 die „Oberleitung für den Wiederaufbau“ übertragen, die er bis zum endgültigen Abschluss der Arbeiten und der Einweihung 1960 innehatte. Der Wiederaufbau dieser bedeutenden, in Deutschland einzigartigen Kirche gilt als eines der gelungensten Beispiele, die Anmutung eines Baues zu seiner Entstehungszeit aus heutiger Sicht und mit heutigen Mitteln wiedererstehen zu lassen. St. Michael wurde als eines der ersten Gebäude in Deutschland schon 1985 in die Liste des Weltkulturerbes der UNESCO aufgenommen.

## Weitere Bauten
- 1953: Entwurf für das 1953 erbaute Niedersächsische Landwirtschaftsministerium[5]

## Schriften
- Ausbau oder Neubau der Göttinger Universität. In: Die Deutsche Universitätszeitung, 12/1962.
- Medizinische Hochschule Hannover. In: Die Bauverwaltung, 8/1972.